# Domens dal

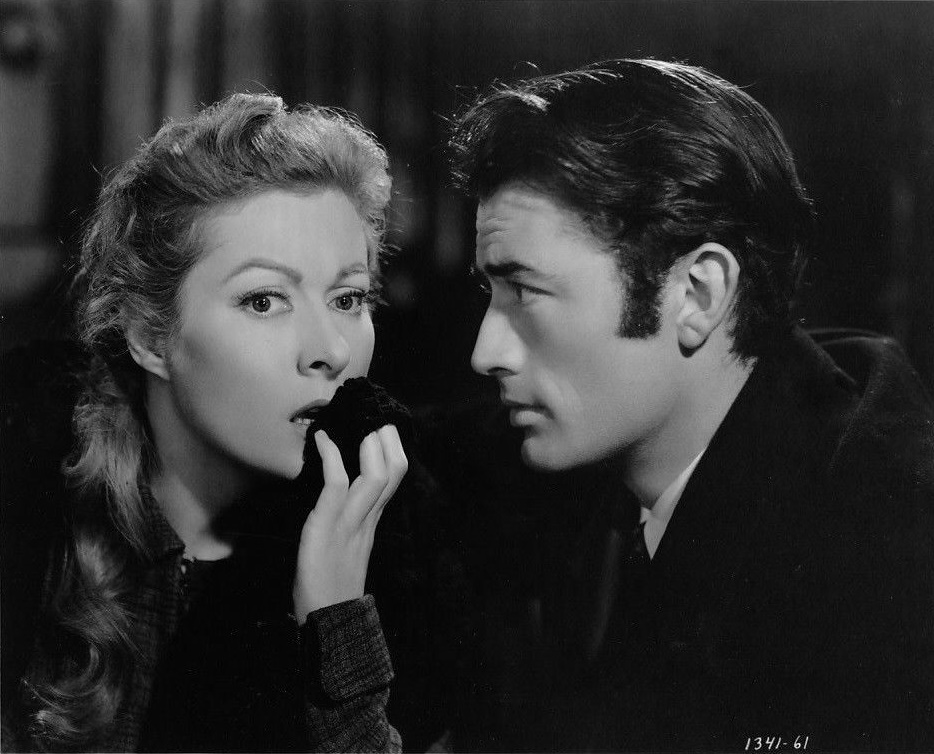
Greer Garson och Gregory Peck i en scen från filmen

Domens dal (originaltitel: The Valley of Decision) är en amerikansk dramafilm från 1945 i regi av Tay Garnett. Den bygger på en bok av Marcia Davenport. Filmen blev nominerad till två Oscar, Greer Garson för bästa kvinnliga huvudroll, samt Herbert Stothart för bästa musik.

## Handling
Mary Rafferty arbetar som hushållerska hos familjen Scott i Pittsburgh. Fadern William Scott är ägare till ett av stadens stålverk. Mary och Williams son Paul blir förälskade, men förhållandet sätts på prov då Marys vänner som arbetar på stålverket bestämmer sig för att strejka.

## Rollista
- Greer Garson - Mary Rafferty
- Gregory Peck - Paul Scott
- Donald Crisp - William Scott
- Lionel Barrymore - Pat Rafferty
- Preston Foster - Jim Brennan
- Marsha Hunt - Constance Scott
- Gladys Cooper - Clarissa Scott
- Reginald Owen - McCready
- Dan Duryea - William Scott Jr.
- Jessica Tandy - Louise Kane
- Barbara Everest - Delia
- Marshall Thompson - Ted Scott
- Geraldine Wall - Kate
- John Warburton - Giles
- Evelyn Dockson - Mrs. Callahan
- Russell Hicks - Laurence Gaylord
- Dean Stockwell - Paulie
- Arthur Shields - Callahan
- Anna Q. Nilsson - sköterska (ej krediterad)